# Lukas Ullrich
Lukas Ullrich (* 16. März 2004 in Berlin) ist ein deutscher Fußballspieler, der vorwiegend als linker Verteidiger eingesetzt wird. Er steht derzeit bei Borussia Mönchengladbach unter Vertrag.

## Werdegang
Ullrich wurde in Berlin geboren. Zunächst für den Weißenseer FC und SC Borussia 1920 Friedrichsfelde aktiv, wechselte er 2015 in die Jugend von Hertha BSC, wo er fortan sämtliche weitere Nachwuchsteams durchlief. Mit den A-Junioren (U19) wurde er in der Saison 2021/22 unter Michael Hartmann Meister der A-Junioren-Bundesliga Nord/Nordost. In der anschließenden Endrunde um die deutsche Meisterschaft musste man sich allerdings im Finale Borussia Dortmund geschlagen geben.
Zur Saison 2022/23 wurde Ullrich Teil des Profikaders. Dort kam der Linksverteidiger unter Sandro Schwarz und dessen Nachfolger Pál Dárdai hinter dem Kapitän Marvin Plattenhardt und Maximilian Mittelstädt jedoch nicht zum Einsatz. Um Spielpraxis zu sammeln, lief er 18-mal stets in der Startelf für die zweite Mannschaft in der viertklassigen Regionalliga Nordost auf. Im Frühjahr 2023 absolvierte Ullrich zudem noch zwei Spiele für die U19, die in der Folge erneut Meister der Nord/Nordost-Staffel wurde und in der Endrunde im Halbfinale scheiterte. Als jedoch bekannt wurde, dass Ullrich sich nach einem neuen Verein umschaute, wurde er ab März 2023 nicht mehr eingesetzt und war auch bei den Profis ohne Perspektive. Am Saisonende stieg die Profimannschaft in die 2. Bundesliga ab.
Zur Saison 2023/24 wechselte Ullrich zu Borussia Mönchengladbach, wo er einen Vertrag bis 2027 unterschrieb, und wurde Teil der Profimannschaft. Dort traf er auf seiner Position auf Luca Netz, der ebenfalls die Herthaner Jugendmannschaften durchlaufen hatte. Da Ramy Bensebaini den Verein in Richtung Borussia Dortmund verlassen hatte, konkurriert Ullrich mit Netz um die Position in der linken Verteidigung. Sein erstes Profispiel machte Ullrich unter Gerardo Seoane am zweiten Spieltag im Heimspiel gegen Bayer 04 Leverkusen, als er kurz vor dem Spielende eingewechselt wurde. Parallel dazu wird er regelmäßig in der zweiten Mannschaft in der Regionalliga West eingesetzt, um weitere Spielpraxis zu sammeln.

### Nationalteams
Ullrich durchlief die deutschen Nachwuchsnationalmannschaften der U17, U18, U19 und U20. In der U17 spielte Ullrich erstmals am 9. Oktober 2020 im Spiel gegen die dänische U17-Auswahl, was zugleich sein einziges Spiel in der U17-Nationalmannschaft darstellte. In der U18 absolvierte er sieben Spiele (zwei Tore), in der U19 elf Spiele (vier Tore), wo er auch das Amt des Mannschaftskapitäns übernahm. Sein Debüt für die U20-Nationalmannschaft Deutschlands gab er am 7. September gegen die U20-Auswahl Italiens.

## Erfolge
- Meister der A-Junioren-Bundesliga Nord/Nordost: 2022, 2023
- Rookie des Monats der Fußball-Bundesliga: Februar 2025